# Sporting Clube Pinheiro de Loures
El Sporting Clube Pinheiro de Loures es un club de fútbol portugués del municipio de Loures, Lisboa. Fue fundado en 1952 y actualmente juega en la AF Lisboa Divisão de Honra, quinta división en el fútbol portugués.